# Batalla del Paso de Kunlun
La batalla del Paso de Kunlun (en chino simplificado: 昆仑关战役; en chino tradicional: 崑崙關戰役; en pinyin: Kūnlúnguān Zhànyì) fue una serie de conflictos entre el Ejército Imperial Japonés y las fuerzas chinas que rodeban el Paso de Kunlun, una posición estratégica clave en la provincia de Guangxi . Las fuerzas japonesas planearon cortar las líneas de suministro chinas que conectaban con la Indochina francesa, pero las fuerzas chinas lograron repeler los ataques.

## La batalla
El Ejército Imperial Japonés lanzó una gran ofensiva en la provincia de Guangxi con la intención de eliminar la ruta de suministro china a través del Vietnam controlado por Francia. La 5.ª División de élite japonesa recibió la tarea de encabezar la ofensiva japonesa. Después de ocupar Nanning en noviembre de 1939, los japoneses capturaron el punto clave del Paso de Kunlun y estaban listos para atacar a las fuerzas chinas que protegían a Chungking, la capital durante la guerra.
Al darse cuenta de que la inacción resultaría en un corte, el general Bai Chongxi, siendo él mismo nativo de Guangxi, solicitó refuerzos al gobierno nacionalista. A su vez, Chiang Kai-shek envió al 5.º Cuerpo de la provincia de Hunan para luchar contra los japoneses.
El 5.º Cuerpo era la unidad de élite del Ejército Nacional Revolucionario, y también era la única unidad china que tenía tanques y vehículos blindados. Sus soldados eran veteranos endurecidos por el combate en enfrentamientos anteriores contra las fuerzas japonesas, y como resultado, la moral era alta. El general Du Yuming, comandante del 5.º Cuerpo, envió dos divisiones para atacar el Paso de Kunlun controlado por los japoneses. El ataque de la Nueva 22.ª División terminó cortando los refuerzos japoneses en la retaguardia y también resultó en la muerte del comandante japonés, el Mayor general Masao Nakamura.
Los japoneses reaccionaron de inmediato enviando a la unidad de élite de la 5.ª División japonesa, la 21.ª Brigada, que también había participado en la Guerra ruso-japonesa, apodada la "espada irrompible". Ante la seria posibilidad de ser completamente cortado, el ejército japonés terminó confiando en el poder aéreo para la entrega de suministros vitales. Antes de la muerte del Mayor general Nakamura, admitió en su diario que la capacidad de lucha de los soldados chinos había superado a la de los rusos cuando la Brigada entró en Manchuria. Esta campaña fue la primera gran victoria del ejército chino desde la batalla de Wuhan.

## Órdenes de batalla

### Chinos
- 5.º Cuerpo
  - 200.ª División
  - 1.ª División de Honor
  - Nueva 22.ª División

### Japoneses
- 21.ª Brigada / 5.ª División
  - 21.º Regimiento de infantería
  - 42.º Regimiento de Infantería
- Regimiento de Caballería / 5.ª División
- 5.º Regimiento de Artillería / 5.ª División
- Dos Regimientos / Brigada Mixta de Taiwán